# Afronurus mindoroensis
Afronurus mindoroensis is een haft uit de familie Heptageniidae. De wetenschappelijke naam van de soort is voor het eerst geldig gepubliceerd in 2005 door Braasch.
De soort komt voor in het Oriëntaals gebied.